# Concursul Muzical Eurovision Junior 2012
Concursul Muzical Eurovision Junior 2012 va fi a zecea ediție a Concursului Muzical Eurovision Junior și se va desfășura în Amsterdam, Țările de Jos la data de 1 decembrie 2012. Este pentru a doua oară când se va desfășura în Țările de Jos, de asemenea este pentru prima dată in istoria concursului,când o țară găzduiește pentru a doua oară concursul, ultima fiind în anul 2007 la Rotterdam.

Spectacolul va fi găzduit de Ewout Genemans și Kim van-der Meij Lian. Doisprezece țări și-au confirmat participarea. Israel, Albania  și Azerbaidjan vor debuta în acest an.

## Participanți
| Poziție | Țara de proveniență       | Limbă                            | Artist                           | Cântec                            | Traducere                     | Poziție | Puncte |
| ------- | ------------------------- | -------------------------------- | -------------------------------- | --------------------------------- | ----------------------------- | ------- | ------ |
| 01      | Belarus                   | belarusă, italiană               | Egor Jeșko                       | "A more-more" (А море-море)       | O mare, mare                  | 9       | 56     |
| 02      | Suedia                    | suedeză                          | Lova Sönnerbo                    | "Mitt mod"                        | Curajul meu                   | 6       | 70     |
| 03      | Azerbaidjan               | azeră, engleză                   | Suada Ələkbərova & Ömər Sultanov | "Girls and Boys (Dünya Sənindir)" | Lumea e a ta                  | 11      | 49     |
| 04      | Belgia                    | neerlandeză                      | Fabian Feyaerts                  | "Abracadabra"                     | -                             | 5       | 72     |
| 05      | Rusia                     | rusă                             | Lerika                           | "Sensația" (Сенсация)             | Senzație                      | 4       | 88     |
| 06      | Israel                    | ebraică, engleză, franceză, rusă | Kids.il                          | "Let the Music Win"               | Fie ca muzica să câștige      | 8       | 68     |
| 07      | Albania                   | albaneză                         | Igzidora Gjeta                   | "Kam një këngë vetëm për ju"      | Am o melodie doar pentru tine | 12      | 35     |
| 08      | Armenia                   | armeană, engleză                 | Compass Band                     | "Sweetie Baby"                    | Draga mea                     | 3       | 98     |
| 09      | Ucraina                   | engleză , ucraineană             | Anastasia Petrîk                 | "Nebo" (Небо)                     | Cerul                         | 1       | 138    |
| 10      | Georgia                   | georgiană                        | Funkids                          | "Funky Lemonade"                  | Limonadă funky                | 2       | 103    |
| 11      | Republica Moldova         | română                           | Denis Midone                     | "Toate vor fi"                    | -                             | 10      | 52     |
| 12      | Țările de Jos(țara gazdă) | neerlandeză                      | Femke Meines                     | "Tik Tak Tik"                     | -                             | 7       | 69     |

### Artiști care revin
| Artist | Țară  | Ani precedenți            |
| ------ | ----- | ------------------------- |
| Lerika | Rusia | 2011 ( Republica Moldova) |